# Wołów (województwo świętokrzyskie)
Wołów – wieś w Polsce, położona w województwie świętokrzyskim, w powiecie skarżyskim, w gminie Bliżyn.
| SIMC    | Nazwa         | Rodzaj    |
| ------- | ------------- | --------- |
| 0229040 | Cyganów       | część wsi |
| 0229056 | Grabowiec     | część wsi |
| 0229062 | Skały         | część wsi |
| 0229079 | Stary Gostków | część wsi |

W latach 1975–1998 miejscowość należała administracyjnie do województwa kieleckiego.
Wierni Kościoła rzymskokatolickiego należą do parafii św. Ludwika w Bliżynie.